# Три мушкетери (фільм, 1973)
Три мушкетери (англ. The Three Musketeers) — пригодницький фільм 1973 року.

## Сюжет
Молодий гасконець Д'Артаньян, який добре володіє шпагою, приїжджає в Париж, мріючи стати мушкетером. У столиці він знаходить свою любов і трьох вірних друзів, разом з якими вирушає в подорож повну пригод та небезпек.

## У ролях
| Актор              | Роль                |
| ------------------ | ------------------- |
| Майкл Йорк         | Д'Артаньян          |
| Олівер Рід         | Атос                |
| Френк Фінлей       | Портос / О'Рейлі    |
| Річард Чемберлен   | Араміс              |
| Ракель Велч        | Констанс де Бонасье |
| Жан-П'єр Кассель   | Луї XIII            |
| Джеральдіна Чаплін | Анна Австрійська    |
| Чарлтон Гестон     | Кардинал Рішельє    |
| Крістофер Лі       | граф Рошфор         |
| Саймон Ворд        | герцог Бекінгем     |

| Актор            | Роль               |
| ---------------- | ------------------ |
| Спайк Мілліган   | М. Бонасье         |
| Рой Кіннер       | Планше             |
| Жорж Вільсон     | Тревіль            |
| Фей Данавей      | Міледі             |
| Джосс Екленд     | Батько Д'Артаньяна |
| Ніколь Кальфан   | Кітті              |
| Майкл Готард     | Фелтон             |
| Сібіл Даннінг    | Юджені             |
| Гітті Джамал     | Беатріс            |
| Анхель дель Позо | Жюссак             |